# Vrchlice
Vrchlice är ett vattendrag i Tjeckien.   Det ligger i regionen Mellersta Böhmen, i den centrala delen av landet, 70 km öster om huvudstaden Prag.